# 基督教拓荒宣教神學院
基督教拓荒宣教神學院（Church Planting Evangelical Seminary）是一所在臺灣桃園市中壢區的基督學院。

## 學校歷史
- 1991年 成立拓荒宣教訓練中心
- 1994年 改名為拓荒宣教神學院

### 院長
- 第一任 陳宏博
- 第二任 呂代豪

## 教學單位
- 宣教本科
- 醫療基層宣教科
- 敬拜讚美宣教科
- 農業宣教科
- 社工宣教科

## 外部連結
- 基督教拓荒宣教神學院 （页面存档备份，存于）